# Clash Royale
Clash Royale (познат и као СR) је ММО (Масивно Онлајн Вишеиграчка) видео-игра коју је за одређене земље објавио Supercell 4. јануара 2016. године, а глобално у марту 2016. Неки људи говоре да је ово други део Clash Of Clansа иако Supercell то негира. Циљ ове игре је да направите ваш сопствени "дек" — нека врста скупа од осам карата са којим се борите против декова других играча. Да би имали више картица, морате или да их купите парама или да их добијете из ковчега. Да би вам картице биле јаче, морате имати одређен број истих и онда их унапредите парама. Картице (које нису нове) можете да затражите од другова из клана, можете да купите или да их добијете из ковчега. У Клеш Ројалу, играчи су сврстани по њиховим нивоима и бројем трофејима, највећи ниво је тринаест, а највећа арена Легендарна арена односно арена 13.

### Картице и еликсир
Трупе и чини су представљање као картице. Пре почетка сваке борбе, играчи би направили шпил од 8 картица, које служе за одбрану или напад против противникових трупа, чини и грађевина. На почетку сваке игре, оба играча би почела борбу са 4 насумично изабраних картица из њихових шпилова од 8 картица.
Свака картица кошта одређену суму еликсира да би се одиграла. Један еликсир се попуњава сваких 2.8 секунди (или 1.4 секунди у у задњих 60 секунди игде), максимално може да се има 10 еликсира. Једном када је картица одиграна, нова картица се аутоматски вуче из играчевог шпила од 8 картица.
Постоји 103 картица у целој игрици, картице се, према реткости деле на:
- Веома Честе (Common Cards) - има их 21
- Честе (Rare Cards) - има их 22
- Ретке, епске (Epic Cards) - има их 24
- Веома ретке, легендарне (Legendary Cards) - има их 15

Према типу, картице се деле на :
- Трупе (Troops) - има их 55
- Грађевине (Buildings) - има их 11
- Чини (Spells) - има их 15

### Арене
Свака арена се налази у одређеном распону трофеја. Арене су места на којима се борите против противника. Што је већа арена, теже је победити. У игрици постоји 12 арена (укључујући тренеров камп), и 9 лига. Све лиге играју се у арени 11.
Следи табела арени и лига :
| Training camp | Тренеров камп               | почетници овде играју |   |          |                  |               |
| Арена 1       | Стадион гоблина             | 0-400 трофеја         |   |          |                  |               |
| Арена 2       | Рупа костију                | 400-800 трофеја       |   |          |                  |               |
| Арена 3       | Варварова чинија            | 800-1100 трофеја      |   |          |                  |               |
| Арена 4       | П. Е. К. К. А-ино игралиште | 1100-1400 трофеја     |   |          |                  |               |
| Арена 5       | Долина чини                 | 1400-1700 трофеја     |   |          |                  |               |
| Арена 6       | Градитељева радионица       | 1700-2000 трофеја     |   |          |                  |               |
| Арена 7       | Краљевска арена             | 2000-2300 трофеја     |   |          |                  |               |
| Арена 8       | Ледени врх                  | 2300-2600 трофеја     |   |          |                  |               |
| Арена 9       | Арена у џунгли              | 2600-3000 трофеја     |   |          |                  |               |
| Арена 10      | Планина дивљих свиња        | 3000-3400 трофеја     |   |          |                  |               |
| Арена 11      | Електрична долина           | 3400−3800 трофеја     | − | Арена 12 | Легендарна арена | 3800+ трофеја |
| Лига 1        | Изазивач I                  | 4000-4300 трофеја     |   |          |                  |               |
| Лига 2        | Изазивач II                 | 4300-4600 трофеја     |   |          |                  |               |
| Лига 3        | Изазивач III                | 4600-4900 трофеја     |   |          |                  |               |
| Лига 4        | Експерт I                   | 4900-5200 трофеја     |   |          |                  |               |
| Лига 5        | Експерт II                  | 5200-5500 трофеја     |   |          |                  |               |
| Лига 6        | Експерт III                 | 5500-5800 трофеја     |   |          |                  |               |
| Лига 7        | Шампион                     | 5800-6100 трофеја     |   |          |                  |               |
| Лига 8        | Искусни шампион             | 6100-6400 трофеја     |   |          |                  |               |
| Лига 9        | Изузетни шампион            | 6400+ трофеја         |   |          |                  |               |

У марту 2017. године, лиге су додате у игрицу. Једном кад играчи пређу преко 4000 трофеја, могу бити у девет различитих лига, почевши од изазивача I па све до изузетног шампиона. На крају сваке сезоне, играчи би добили драфт ковчег за највећу лигу достигнуту у тој сезони. У том ковчегу бирају између две карте исте реткости. Број картица које можете бирати су веће од лиге у којој сте.

### Гемови
Као фри-ту-плеј игра, Клеш Ројал нуди играчима могућност да купују гемове у продавници картица користећи прави новац, такође гемови могу да се добију у крунском ковчегу и бесплатном ковчегу. Са Гемовима можете започињати турнире, улазити у изазове, и куповати ковчеге, картице и злато из продавнице. Обичан изазов кошта 10 гемова, док велик изазов кошта 100 гемова.

### Нивои
У игрици укупно постоји 13 нивоа, а свако почиње од нивоа 1. Да бисте прелазили на веће нивое, потребно је или да донирате карте вашим друговима из клана, или да унапређујете ваше карте.
На неким нивоима откључавају се корисне функције.
Следи листа функција :
- Ниво 1 - Кланови. Сада можете ући у клан или направити исти за 1000 голда (златника).
- Ниво 3 - Донирање. Сада можете донирати картице другима, и тражити исте.
- Ниво 4 - Промена имена. Уколико сте случајно приликом прављења профила направили грешку у куцању имена, или вам се име не свиђа, сада можете да га промените.
- Ниво 5 − Неформални изазови. Моћи ћете одиграти само понеки изазов, али оне на којима се неће моћи испасти након 3 пораза. Наиме, неограничен је број пораза.
- Ниво 8 - Турнири и изазови. Сада, кад год хоћете, можете ући у лак или тежак изазов, с обзиром да лак кошта 10 гемова а тежак 100, али зато се из тешког добијају боље награде. Такође можете бесплатно ући у неки турнир, али у бесплатним турнирима награде су мале и брзо се напуне.

## Клан и играчи
Још од првог нивоа, играчи могу да улазе у клан. Клански чланови могу да се боре један против другог и да играју двоје против двоје, ово не одузима никакве трофеје, нити даје ковчеге. Карактеристика пријатељске борбе је у томе што може да се гледа од стране других чланова. Клански чланови могу исто да донирају или траже карте једним другима почевши од трећег нивоа. Када уђеш у клан имаш могућност да узмеш учешће у кланском честу (где ти скупљаш круне са твојим кланом) и кланске борбе (где се ти бориш против другог клана са твојим чланом из твог клана) ове две активности се понављају и сваке недеље. Клански борбени ковчег је укинут, па се сада све сврстава у један чест. Неки кланови траже одређене трофеје, а и имају друге локације. Такође, постоје типови кланова где морају да те прихвате да би ушао, али постоје и они где једноставно уђеш. Пошто постоје више кланова са истим именима, постоји кланска ознака. Донације у клану се враћају на 0 сваке недеље. Карту можете затражити сваких 8 сати, а дневно можете да донирате 240 карата, то се обнавља сваки дан. Када кликнете на име играча, можете да видите колико је имао највише трофеја, колико сада има, колико је укупно донирао, колико је имао победа у изазовима, колико има картица, колико победа, која му је омиљена картица, колико је пута успео три круне да сруши у борбама, колико је картица освојио у турнирима, колико је играо мечева у турнирима, колико је карти освојио у изазовима, у којем је клану, који је ниво и који шпил користи и колики су му ниво картице, код играча који су имали преко 4000 трофеја, можете видети која му је била најбоља сезона и каква му је прошла сезона. Шпил може да се копира на било који слот. Поред Инфоа је листа ко је колико круна за клански ковчег скупио. Играчи који су избачени или који су напустили клан током кланског ковчега, неће да добити и ако уђу у други клан, неће моћи да скупља круне за клански ковчег, а ни да га добије. такође уколико не скупите уопште круне не добијате клански ковчег. Можете позвати људе у клан, а такође можете додати људе у вашу листу пријатеља, тако што ћете се повезати са Фејсбук налога или им послати посебан линк који морају да потврде да би постали ваши пријатељи, такође постоји линк са којим можете додати људе у клан. У претрази можете тражити кланове, такође имате посебне опције за претраживање кланова.

## Ковчези
Када играч победи мултиплејерску борбу, он ће добити „ковчег˝, откључавање ковчега зависи од реткости ковчега. Ковчег који се највише добива сребрном ковчегу треба три сата да се отвори, златном осам сати, великом, магичном и епском ковчегу треба 12 сати да се отворе, док супер магичном и легендарном ковчегу треба 24 часа да се отвори. Гемови се могу користити да би се одмах довршило отварање ковчега или а би се ковчези купили. Ковчези имају злато и картице, а бесплатни и крунски ковчези имају и гемове. Различити нивои ковчега имају различите бројеве и врсте картица. Када играч има довољан број картица за унапређивање, картица може да се унапреди на следећи ниво, користећи злато. Играч може да има четири ковчега, да би се добио нови слот за ковчег, мора да се отвори. Постоје квестови (quests) који вам дају неки задатак да бисте добили квест поене који вам требају за ковчеге. Сваких 24 сата, играч може да освоји крунски ковчег, тако што освоји 10 круна из борби. Крунски ковчег (неотворен) се могу добити на почетку саме игре, након уласка у прву арену.

## Клански ковчези
Играјте као клан како бисте сакупили што више делова за ваш клански ковчег. Сваки клански ковчег има 10 делова. Сваки пут када се освоји нови део, награде из ковчега су веће, све док не стигну до последњег дела, када се отвара ковчег. Ако се не стигне до десетог дела пре него што више не буде могуће сакупљати круне за ковчег, добија се награда за број делова које је ваш клан скупио. Уколико имате ковчег на нивоу 5 или више, једна ретка (епик) карта вам је гарантована.

## Борбе
Од 12. јуна 2017. постоје две врсте борби :

### Обична
Ова борба траје максимално 240 секунди, а светски рекорд за најкраћу борбу икада износи 9.91 секунд. У овој борби покушавате да бацањем картица уништите противникове споредне куле и главну кулу пре него што он уништи ваше. Уколико у року од 180 секунди не успете да му уништите главну кулу, имате 60 секунди да му уништите било коју другу кулу (осим у случајевима када је главна кула једина остала). Уколико након 60 секунди не успете да уништите неку од кула, онда сте изједначили и не губите трофеје, али зато их ни не добијате.

### Батле мод
Ово је нова врста мода која дели борбе у аренама и борбе које нису на трофеје а добијаш круне за пес. Наведе су борбе које можете имати. Сваког дана мења се један мод док нормална борба и 2 на 2 без трофеја увек остају.

#### 2 на 2
Дана 12. јуна 2017. Године. Овај начин је постојао и пре, од почетка ове године, али само свака два викенда. По тренутним Supercell-овим плановима, сада би 2 на 2 борбе требало да буду убачене за стално. Арена у којој се одвија ова борба је мало другачија од обичне. Обе краљеве куле су замењене по једном дуплом. Ово се може играти са насумичним играчем, онлајн играчима из вашег клана, онлајн пријатељима са Фејсбука и пријатељима из Clash Royale-а. Иако за сваког играча постоји по једна главна кула, дупле главне куле немају заједничке живота него, имају онолико живота колико би требало да има главна кула на нивоу који је одређен тако што се узме ниво оба играча из тима, саберу се нивои и онда поделе са два, а ако се добије број који није цео онда се заокружи добијени број (ако се добије 5.51 или више онда се заокружује на 6 ).

#### Судња борба
Пре пар месеци од дана 5. маја 2022. уведене су нове врсте борби међу којима је судња борба. Мод се заснива на томе као и на крају меча када су изједначени играчи по кулама онда се покреће тај мод који траје 5 минута, тако је направљен и овај углавном се почиње користити у чаленџима, наравно из ове борбе у Батле моду добијате 1 круну.

#### Прозор борба
Прозор борба је назив за битку која представља мод о старој картици која је била избачена а то је Прозор карта, она ти даје могућност да карту коју си избацио да за исти број еликсира опет избациш је, била је актуелна 2017 и 2018 године док није била уклоњена. Након многиш жалби због те одлуке направљен је овај мод који није ништа сем борбе 1 на 1 али са том картицом.

#### 2 пута еликсир
Ова врста исто представља нормалну битку само што играч добија 2 пута више еликсира за картице него обично.

## Продавница и шпил
У продавници могу да се појављују веома честе картице, честе, ретке (епике) и веома ретка (легендарне, али тек када уђете у арену 10). Недељом се појављују шест картица у продавници. У продавници можете купити специјалне понуде, гемове, картице, ковчеге и злато.
Можете имати 5 слотова, где можете имати различите шпилове. Шпил можете испробати против тренера, а испод шпила вам пише колико вам кошта еликсира. Можете тражити картице према реткости, арени и еликсиру. Скроз испод пише које ће нове картице да изађу и за колико дана. Можете отићи у активности и видети борбе које сте одиграли, колико сте трофеја изгубили или добили, колико сто имали победа на турнирима и изазовима и видети ваша достигнућа. У Топ Ројалс можете видети који су најбољи играчи у свету и у вашој земљи, исто тако и са кланом. У Теве Ројал можете гледати борбе других људи из било које арене и у Новости Ројал можете видети нова дешавања око Клаш Ројала, ажурирања, избачене картице итд.

## Турнири и изазови
У јулу 2016. године, Суперсел је додао турнире. Турнири се могу откључати само на 8 нивоу. Турнири могу исто да буту направљени користећи гемове, и творац турнира би могао да стави шифру или да стави турнир на отворено. На крају сваког турнира, играчи би били награђени са турнирским ковчегом, што имаш више трофеја у турнирима, веће су награде. Као турнири, ту су два типа изазова победа, где играч мора да стигне до 12 победе, а да не изгуби више од два пута. Велики изазов кошта 100 гемова да се уђе, и обичан изазов који кошта 10 гемова. Завршавајући, или стићи до 12 победе, обичан изазов даје 2000 злата и 100 картица, а велики изазов даје 22000 злата и 1100 карата. Суперсел је исто додао разне догађајне изазове, који трају одређено време, који додају посебне карактеристике борбама, или који дају играчу да добија посебне картице. Ови догађајни изазови могу исто да се играју у пријатељским борбама. Догађајни изазови се најчешће дешавају када излази нова картица или када мораш да се бориш да би добио што већи број картица које су већ изашле. У изазовима и турнирима постоје пријатељска правила, где су максимални бројеви нивоа картица код:
- Веома Честих - 9
- Честих - 7
- Ретких (епских) - 4
- Веома ретких (легендарних) - 17
- Хероја (шампиони)-4

И краљев торањ је максимално 9 ниво. Сви турнири трају 1 сат, док припрема траје 2 сата, мада то може да се промени, такође може да се дели клану турнир. Турнири могу бити од:
| Цена         | Капацитет | Картице (за најбољег у турниру) | Злато (за најбољег у турниру) |
| ------------ | --------- | ------------------------------- | ----------------------------- |
| 100 гемова   | 50        | 25                              | 175                           |
| 500 гемова   | 100       | 1000                            | 700                           |
| 2000 гемова  | 200       | 400                             | 2800                          |
| 10000 гемова | 1000      | 2000                            | 14000                         |

## Издање
Игрица је првобитно изашла у Канади, Хонг Конгу, Аустралији, Шведској, Норвешкој, Данској, Исланду, Финској и Новом Зеланду на iOS-у 4. јануара 2016. године. Ова игра је исто првобитно на андроиду 16. фебруара 2016. године изашла у истим државама у облику андроидског апликацијског пакета. Игрица је званично изашла 2. марта 2016. године на ове две платформе.
Након излажења, Клеш Ројал је одмах постао највише скидана видео-игра у Америчком App Store-у

## Оцене
Клеш Ројал је углавном добијао позитивне оцене, Ели Ходап из ТачАркеида назива Клеш Ројал „апсолутно феноменалним”, у његовом прегледу је добио 5 звездица. Хари Сластер из Покет Гејмер је оценио Клеш Ројал 9/10, говорећи „то је невероватна сума забаве, понекад је мачији кашаљ, и ту је још садржај који ће те направити заузетим недељама, ако не и месецима.” Пишући за Гик тачка ком, Џејмс Плафке је критиковао „Клеш Ројел због тога што је искрено много више забавнији од Клаш оф Кленса, док девелопер хронично прекида играча од уживања.” Клеш Ројал је добио веома позитивне одговоре од играча, са просеком 4.5 од 5 звездица на Гугл плеју и просек 4 од 5 на Епл стору. Игра је била широко критикована због тога што је охрабривала играче да купе новац у игри из беса.

## Награде и номинација
| Датум             | Награда                            | Категорија                                 | Резултат   |
| ----------------- | ---------------------------------- | ------------------------------------------ | ---------- |
| 19. мај 2016.     | Google Play Awards                 | Најбоља игра                               | Освојено   |
| 1. децембар 2016. | The Game Awards                    | Најбоља мобилна/ручна игрица               | Номинација |
| 6. април 2017.    | British Academy Games Awards       | АМД иСпортс награда публике                | Освојено   |
| 15. март 2016.    | International Mobile Gaming Awards | Најбоља долазећа игрица                    | Освојено   |
| 28. фебруар 2017. | International Mobile Gaming Awards | Најбоља мултиплејер игрица                 | Освојено   |
| 1. март 2017.     | Game Developer Choice Awards       | Најбоља мобилна/ручна игрица               | Номинација |
| 16—18. март 2017. | SXSW Gaming Awards                 | Игрица за телефон године                   | Номинација |
| 27. април 2017.   | Finnish Game Awards                | Игра малог екрана године 2016.             | Освојено   |
| 27. април 2017.   | Finnish Game Awards                | Главна награда – Финска игрица године 2016 | Освојено   |
| 17—19. мај 2017   | Nordic Game Awards                 | Нордијска игрица године - Мали Екран       | Номинација |
| 17—19. мај 2017   | Nordic Game Awards                 | Нордијска игра године                      | Номинација |